# 廖婉棋
廖婉棋（英語：LIU Vera Yuen Ki，2002年8月4日—），香港女子跳水運動員。曾經就讀於元朗官立小學和新界鄉議局元朗區中學。

## 簡歷
2018年，廖婉棋代表中國香港參加印尼雅加達舉行的亞運會跳水比賽。

## 主要成績
- 2015年 2014-2015年度香港跳水計分賽 女子乙組一米板季軍
- 2015年 香港分齡跳水錦標賽  女子C組1米板冠軍
- 2015年 2015年亞洲分齡游泳錦標賽 女子C組1米板第四名
- 2015年 慶回歸十八週年賀國慶跳水邀請賽2015 女子3米板雙人跳水季軍
- 2015年 香港公開跳水錦標賽 女子乙組三米板殿軍、女子乙組雙人三米板亞軍、女子乙組一米板冠軍
- 2016年 2015-2016香港跳水計分賽 女子乙組三米板殿軍、女子乙組一米板冠軍
- 2016年 香港分齡跳水錦標賽 女子B組一米板亞軍、女子B組三米板、女子A、B組混合雙人三米板冠軍
- 2016年 香港公開跳水錦標賽 女子甲組一米第五名、女子甲組三米第四名、雙人三米板季軍
- 2016年 第七屆澳門國際跳水邀請賽 女子公開組三米板雙人亞軍、女子入門組單人一米板及三米跳台(M2組)冠軍
- 2017年 2016-17年香港跳水計分賽 女子甲組一米板、女子甲組三米板季軍
- 2017年 第二屆臺北城市盃跳水邀請賽 女子分齡B組1米班冠軍
- 2017年 烏茲別克亞錦賽 女子B組1米板、女子B組3米板、女子A/B組混合雙人3米板季軍
- 2017年 香港公開跳水錦標賽 女子公開甲組一米板第四名、女子公開甲組三米板第七名、雙人三米板亞軍
- 2018年 2017-18年香港跳水計分賽 女子甲組1米板殿軍、女子甲組3米板亞軍、公開甲組雙人三米板亞軍

## 外部網頁
- 廖婉棋的Facebook專頁
- 廖婉棋的Instagram帳戶